# Romane Dieu
Romane Dieu (* 19. Dezember 2000 in Albertville) ist eine ehemalige französische Skispringerin und Nordische Kombiniererin.

## Werdegang
Romane Dieu gab ihr internationales Debüt bei den Nordischen Skispielen der OPA im Januar 2015. Nach einigen Starts im Alpencup konnte sie anschließend bei den Nordischen Skispielen der OPA Ende Januar 2016 sowohl im Einzel, als auch im Team mit Lucile Morat und Océane Paillard Gold gewinnen. Als Vertreterin Frankreichs nahm Dieu an den Olympischen Jugend-Winterspielen 2016 in Lillehammer teil. Ebenso wie bei der anschließenden Junioren-Weltmeisterschaft in Râșnov blieb sie dabei ohne Medaillen.
Nach weiteren Starts im Alpencup und dem Erreichen von Punkten im Continental Cup, nahm Romane Dieu am 28. Januar 2017 erstmals an einem Springen im Weltcup teil. Eine Woche später erreichte sie bei beiden Springen in Hinzenbach die Punkteränge mit Platzierungen unter den besten 30. Bei den Junioren-Weltmeisterschaften 2018 im schweizerischen Kandersteg gewann sie mit der französischen Mannschaft die Bronzemedaille. 2018 trat sie letztmalig international an.

## Erfolge

### Weltcup-Platzierungen
| Saison  | Platz | Punkte |
| ------- | ----- | ------ |
| 2016/17 | 55.   | 006    |

### Grand-Prix-Platzierungen
| Saison | Platz | Punkte |
| ------ | ----- | ------ |
| 2017   | 25.   | 033    |

### Continental-Cup-Platzierungen
| Saison  | Platz | Punkte |
| ------- | ----- | ------ |
| 2016/17 | 12.   | 051    |